# Schreckhorn
Le Schreckhorn, culminant à 4 078 m d'altitude, est le sommet de plus de 4 000 mètres d'altitude le plus septentrional des Alpes bernoises. Il est considéré par les alpinistes comme l'un des plus difficiles à gravir des Alpes bernoises, voire des Alpes suisses. 

## Toponymie
Schreckhorn peut se traduire littéralement de l'allemand par « dent qui impressionne ».

## Géographie

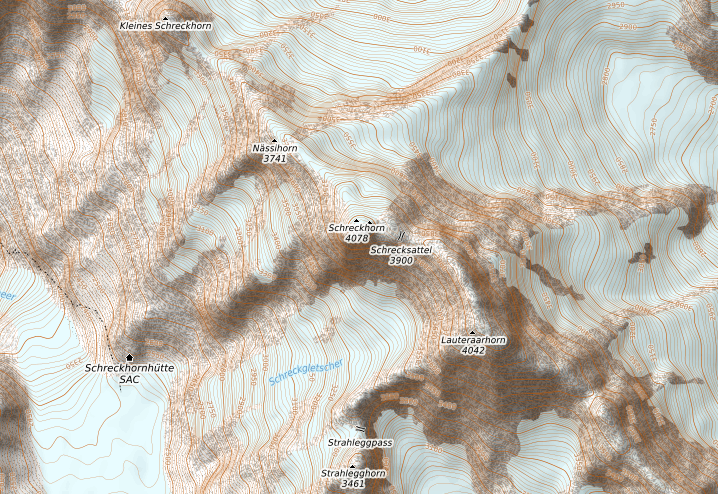
Carte topographique du Schreckhorn.

### Situation
Le Schreckhorn se situe dans le canton de Bern et l'arrondissement d'Interlaken-Oberhasli. Il n'est pas le plus haut sommet du canton de Berne (4 078 m), largement dépassé par le Finsteraarhorn (4 274 m). Il forme avec le Lauteraarhorn, autre sommet de 4 000 m, un chaînon dominant la vallée de Grindenwald.

### Topographie
Vu de Grindelwald, le Schreckhorn a une forme pyramidale. La face nord est neigeuse et sa face sud est rythmée par son pilier sud. Il est campé sur ses trois puissantes arêtes :
- l'arête nord-ouest (Andersongrat) ;
- l'arête sud-ouest ;
- l'arête sud-est.

Le Schreckhorn domine les glaciers inférieur et supérieur de Grindenwald. Il est séparé du Lauteraarhorn par le Schrecksattel.

### Géologie
Les roches qui constituent le Schreckhorn datent de l'ère paléozoïque et sont formées de gneiss et de granite.

## Premières ascensions

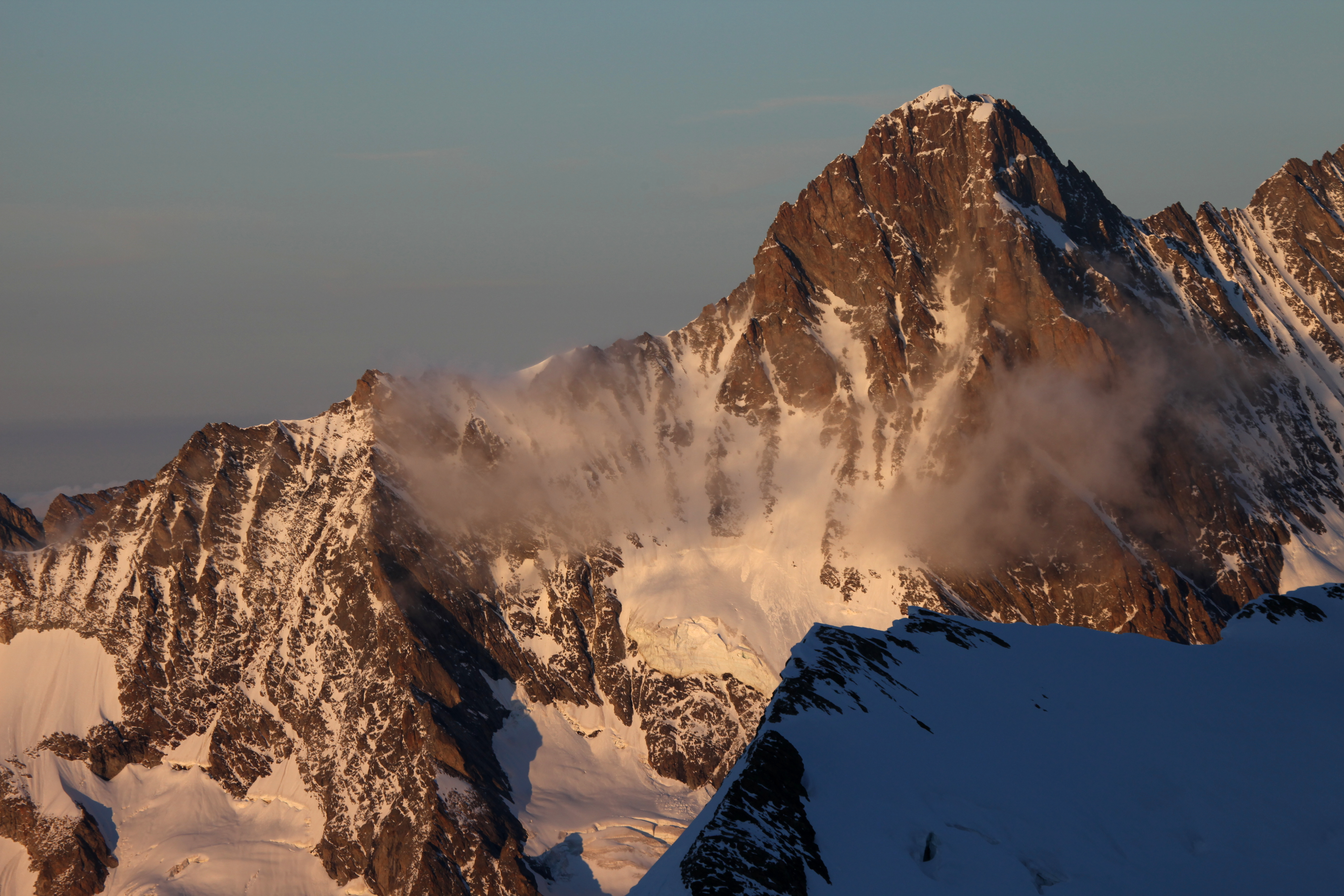
La face sud du Schreckhorn.

- 1861 : face sud par les guides Peter Michel, Ulrich Kaufmann, Christian Michel et Leslie Stephen.
- 1879 : face sud première hivernale par les guides Christian Almer et fils avec William Auguste Coolidge.
- 1883 : arête nord-ouest (Andersongrat) par les guides Ulrich Almer, Aloys Pollinger et John Stafford Anderson, G. P. Baker.
- 1902 : traversée Schreckhorn-Lauteraarhorn par H. Kuntze P. et R. Bernet. La traversée emprunte l'arête sud-ouest du Schreckhorn et redescend par l'arête sud-est vers le Schreckstattel.
- 1907 : arête sud-ouest (voie normale) par John Herbert Wicks, E.H.F. Bradby et Claude Wilson[2].
- 1955 : pilier sud par H. Koher, P. Luzui, Paul Gérardin, R. Perrenoud[2].

## Alpinisme
Le guide et écrivain austro-allemand Walther Flaig décrit le Schreckhorn ainsi : « le sommet le plus racé, le plus sauvage et le plus redouté du massif ».

### Voies d'accès
Les plus classiques sont :
- la voie normale par l'arête sud-ouest (AD+) ;
- l'arête nord-ouest dite arête Anderson, longue course cotée D ;
- le pilier sud, escalade de 600 m sur du gneiss, cotée TD avec passages de V qui est considéré par Hans Grossen, alpiniste suisse de haut niveau, comme la plus belle voie de rocher des sommets de 4 000 m dans l'Oberland bernois.

### Points de départ
- Cabane du Schreckhorn (2 485 m), propriété du Club alpin suisse que l'on atteint depuis Grindelwald.
- Cabane de Gleckstein (2 317 m), propriété du Club alpin suisse que l'on atteint depuis Grindelwald.
- Cabane de Lauteraar (2 392 m), propriété du Club alpin suisse que l'on atteint à partir de l'hospice du Grimsel.

## Littérature
Le Schreckhorn est évoqué dans les livres et documents historiques suivants :
- Guillaume Tell de Friedrich Schiller ;
- une lettre de Heinrich von Kleist à sa sœur.